# Coupe du Burkina Faso féminine de football
La Coupe de Burkina Faso féminine de football est une compétition de football féminin à élimination directe opposant les clubs du Burkina Faso.

## Histoire
La première édition rassemblant 16 équipes a lieu en 2011 et voit la victoire en finale  des Gazelles FC contre les Princesses du Kadiogo sur le score de 2-0. La compétition connaît ensuite une interruption de quatre saisons avant de reprendre en 2016. 
En 2020, la compétition est annulée en raison de la pandémie de Covid-19 ; la compétition reprend ses droits l'année suivante, et se conclut sur la victoire des Étincelles de Ouagadougou contre le Nationale Athlétique Sporting sur le score de 4-0.

## Palmarès
| Année | Vainqueur             | Score            | Finaliste               |
| ----- | --------------------- | ---------------- | ----------------------- |
| 2011  | Gazelles FC           | 2 - 0            | Princesses du Kadiogo   |
| 2016  | Princesses du Kadiogo | 1 - 1, 5 - 3 tab | Gazelles FC             |
| 2017  | US Ouagadougou        | 1 - 0            | AS Lionnes de Houet     |
| 2018  | Étincelles FC         | 1 - 0            | USFA Ouagadougou        |
| 2019  | USFA Ouagadougou      | 4 - 0            | AS Tigresses            |
| 2021  | Étincelles FC         | 4 - 0            | National AS             |
| 2022  | USFA Ouagadougou      | 6 - 2            | AS Les Oisillons        |
| 2023  | USFA Ouagadougou      | 4 - 0            | AS Lionnes de Houet     |
| 2025  | USFA Ouagadougou      | 9 - 0            | National Athletic Sport |

## Bilan par club
| Club                  | Victoire(s) | Défaite(s) | Édition(s) remportée(s) |
| --------------------- | ----------- | ---------- | ----------------------- |
| USFA Ouagadougou      | 4           | 1          | 2019, 2022, 2023, 2025  |
| Étincelles FC         | 2           | 1          | 2018, 2021              |
| Princesses du Kadiogo | 1           | 1          | 2016                    |
| US Ouagadougou        | 1           | 0          | 2017                    |
| Gazelles FC           | 1           | 0          | 2011                    |
| AS Lionnes de Houet   | -           | 2          |                         |
| National AS           | -           | 2          |                         |
| AS Tigresses          | -           | 1          |                         |